# Danny De Vos
Danny De Vos (Sint-Niklaas, 1967) is een Belgisch auteur. Sinds 2015 schreef hij diverse boeken, strips en scenario's. Daarnaast geeft hij vaak lezingen en schrijfworkshops op scholen en bibliotheken.